# Gaj (powiat sępoleński)
Gaj – osada leśna w Polsce położona w województwie kujawsko-pomorskim, w powiecie sępoleńskim, w gminie Sępólno Krajeńskie.
W latach 1975–1998 miejscowość administracyjnie należała do województwa bydgoskiego.